# Samsung Galaxy A32
Samsung Galaxy A32 — Android-смартфон среднего класса, разработанный и произведенный Samsung Electronics. Он является преемником Galaxy A31. Телефон похож на своего предшественника, но имеет улучшенную основную камеру на 64 Мп. Устройство также поставляется с вариантом 5G с урезанной камерой и экраном (основная камера 48 МП и TFT-дисплей PLS), но с более быстрой SoC.
Galaxy A32 5G был первым, выпущенным 22 января 2021 года, а Galaxy A32 был выпущен позже, 17 февраля 2021 года.

## Технические характеристики

### Дизайн
В Galaxy A32 используется закаленное стекло для защиты дисплея, пластиковой рамки и задней панели. Оба устройства доступны в 4 цветовых вариантах: «Удивительный черный», «Удивительный белый», «Удивительный синий» и «Удивительный фиолетовый».

### Физические размеры и вес

#### 4G вариант
- 158,9 × 73,6 × 8,4 мм (6,26 × 2,90 × 0,33 дюйма) (В × Ш × Г)
- 184 грамма (~ 6,49 унции)

#### Вариант 5G
- 164,2 × 76,1 × 9,1 мм (6,46 × 3,00 × 0,36 дюйма) (В × Ш × Г)
- 205 грамм (~7,23 унции)

### Аппаратное обеспечение
Galaxy A32 4G использует SoC MediaTek Helio G80 (12 нм) с восьмиъядерным процессором (2x2,0 ГГц Cortex-A75 + 6x1,8 ГГц Cortex-A55) и графическим процессором Mali G52-MC2. Он работает на Android 11 с One UI 3.1. Он имеет 64 ГБ или 128 ГБ встроенной памяти (ПЗУ) с 4 ГБ - 8 ГБ ОЗУ. Он имеет съемный внешний слот для карт памяти microSDXC (поддерживается отдельный слот, максимум 512 ГБ). Он имеет одиночный или двойной (двойной режим ожидания) слот для SIM-карты (nano-SIM). Он имеет литий-ионный аккумулятор емкостью 5000 мАч (несъемный) с поддержкой быстрой зарядки 15 Вт. Он поддерживает сети GSM, HSPA и LTE. Он также имеет динамик и аудиоразъем 3,5 мм.
Galaxy A32 5G использует SoC MediaTek MT6853 Dimensity 720 5G (7 нм) с восьмиъядерным процессором (2x2,0 ГГц Cortex-A76 + 6x2,0 ГГц Cortex-A55) и графическим процессором Mali G57-MC3. Он работает на Android 11 с One UI 3.1. Он имеет 64 ГБ или 128 ГБ встроенной памяти (ПЗУ) с 4-8 ГБ оперативной памяти. Он имеет съемный внешний слот для карты памяти microSDXC (используется общий слот для SIM-карты, поддерживается максимум 512 ГБ). Он имеет одиночный или гибридный двойной (двойной резервный) слот для SIM-карты (nano-SIM). Он имеет литий-ионный аккумулятор емкостью 5000 мАч (несъемный) с поддержкой быстрой зарядки 15 Вт. Он поддерживает сети GSM, CDMA, HSPA, LTE и 5G. Он также имеет громкоговоритель и аудиоразъем 3,5 мм.

### Экран

#### 4G вариант
- Super AMOLED, частота обновления 90 Гц, яркость 800 нит (HBM), дисплей Infinity-U
- 6,4 дюйма, площадь экрана 98,9 см2, соотношение экрана к корпусу ~84,6 %
- Разрешение 1080 × 2400 пикселей, соотношение сторон 20:9, плотность ~411 пикселей на дюйм

#### Вариант 5G
- PLS TFT, частота обновления 90 Гц, дисплей Infinity-U
- 6,5-дюймовый дисплей с площадью экрана 102 см2 и соотношением экрана к корпусу ~81,6%.
- Разрешение 720 × 1600 пикселей, соотношение сторон 20:9, плотность ~270 ppi[8]

### Камера

#### 4G вариант
Задняя камера
- Настройка четырехкамерной камеры:
- Основная камера 64 МП (диафрагма f/1.8, фокусное расстояние 26 мм, PDAF)
- Широкоугольнакамера 8 Мп (диафрагма f/2,2, поле зрения 123˚, размер сенсора 1/4,0 дюйма, размер пикселя 1,12 мкм)
- 5-мегапиксельная макрокамера (диафрагма f/2,4)
- Датчик глубины 5 МП (диафрагма f/2.4)
- Передняя камера
- 20 МП (диафрагма f/2.2)
- Функции
- Одиночная светодиодная вспышка, панорама, HDR
- Запись видео
- 1080p@30fps
- 720p@120 кадров в секунду

#### Вариант 5G
Задняя камера
- Настройка четырехкамерной камеры:
- Основная камера 48 МП (диафрагма f/1,8, фокусное расстояние 26 мм, размер сенсора 1/2,0 дюйма, размер пикселя 0,8 мкм, PDAF)
- Широкоугольная камера 8 Мп (диафрагма f/2,2, поле зрения 123˚, размер сенсора 1/4,0 дюйма, размер пикселя 1,12 мкм)
- 5-мегапиксельная макрокамера (диафрагма f/2,4)
- Датчик глубины 2 МП (диафрагма f/2.4)
- Передняя камера
- 13 МП (диафрагма f/2,2)

## Функции
- Одиночная светодиодная вспышка, панорама, HDR
- Запись видео
- 4K@30fps
- 1080p@30fps/120fps
- 1080p@30fps (спереди)

### Датчики

#### 4G вариант
- Датчик отпечатков пальцев под дисплеем (оптический)
- Акселерометр
- гироскоп
- Датчик приближения
- Компас

#### Вариант 5G
- Боковой датчик отпечатков пальцев
- Акселерометр
- гироскоп
- Датчик приближения
- Компас

### Связь

#### 4G вариант
- WLAN: Wi-Fi 802.11 a/b/g/n/ac, двухдиапазонный, Wi-Fi Direct, точка доступа
- Bluetooth 5.0, A2DP, ЛЕ
- GPS с A-GPS, ГЛОНАСС, GALILEO, BDS
- NFC (зависит от рынка/региона)
- Радио: FM, RDS, запись
- USB Type-C 2.0, USB на ходу

#### Вариант 5G
- WLAN: Wi-Fi 802.11 a/b/g/n/ac, двухдиапазонный, Wi-Fi Direct, точка доступа
- Bluetooth 5.0, A2DP, ЛЕ
- GPS с A-GPS, ГЛОНАСС, GALILEO, BDS
- NFC (зависит от рынка/региона)
- Радио: не указано
- USB Type-C 2.0, USB на ходу

## Прием
Устройство было встречено положительно, но камера, особенно вариант 5G, была сочтена посредственной: Wired поставил ей 8/10, The Verge дал ей 7,5/10.